# Julie Raynaud
Pour les articles homonymes, voir Raynaud.
 (octobre 2012).
Si vous disposez d'ouvrages ou d'articles de référence ou si vous connaissez des sites web de qualité traitant du thème abordé ici, merci de compléter l'article en donnant les références utiles à sa vérifiabilité et en les liant à la section « Notes et références ».
Julie Raynaud est une animatrice de télévision et productrice française, née le 22 mars 1971 à Paris.

## Biographie
Mère de trois garçons, elle fait ses débuts en 1997 dans Télématin où le journaliste et producteur William Leymergie lui demande de présenter la chronique cinéma.
Elle présente La Grosse Émission III sur Comédie ! pendant la saison 2001-2002, qui sera la dernière saison. Elle est en duo avec Nicolas Deuil et certains jours, Jonathan Lambert.
Elle enchaîne avec l'émission des medias Telle est ma télé sur TPS Star de janvier 2005 à juin 2007.
Elle est la première recrue extérieure de L'Équipe 21, qui rejoint la TNT en décembre 2012.
Le 26 août 2013, elle rejoint NRJ 12 pour présenter Morandini : télé, people, buzz aux côtés de Jean-Marc Morandini. L'émission s'arrête faute d'audience au bout de dix numéros le 6 septembre 2013.
Sportive et cavalière, elle est depuis le 7 janvier 2016 à l'antenne d'Equidia tous les jeudis à 20h45 dans la série documentaire 1 000 km à cheval, qui retrace en 18 épisodes de 52 minutes, la route de D'Artagnan, de Lupiac dans le Gers à Maastricht aux Pays-Bas.
Après avoir travaillé avec Cyril Hanouna sur l'émission La Vie est une fête en 2004, pour la chaîne Comédie !, elle produit l'émission à succès Touche pas à mon poste ! de 2019 à 2020.

## Émissions présentées
- Télématin - Chronique Cinéma - France 2 - 1999
- Quelle histoire - France 2 - 12 avril 1999
- C'est l'été - France 3 - été 1999
- Bouvard des succès (avec Philippe Bouvard et Ariane Massenet) - France 2 - été 2000
- Demandez le programme - Comédie ! - 2000
- La Grosse Émission III - Comédie ! - 2001-2002
- Tous au club - France 2 - été 2002 - coanimatrice avec Cyril Hanouna
- Telle est ma télé - TPS Star - janvier 2005 à juin 2007
- Miss W9 : L'élection de l'inconnue la plus séduisante de France ! - 19 janvier 2008
- Rien que la vérité - W9 - octobre 2007 à mars 2008
- W9 Mag - W9 - avril 2008 à juin 2008
- 26 minutes pour rires & Les Rois du Rire - France 2 - juillet 2008, 18 octobre 2008, décembre 2008
- Les rois du bêtisier - France 2 - 24 décembre 2008
- L'habit ne fait pas Lemoine - France 2 - juillet 2009 à août 2009
- Partez tranquilles, France 2 s'occupe de tout ! - France 2 - juillet 2011 à août 2011
- C le talk - C Foot - du 28 juillet 2011 au 31 mai 2012 (fin de la chaîne)
- Le Match des experts - France 3 - coprésentatrice avec Laurent Luyat et chroniqueuse depuis août 2010 et encore actuellement chaque semaine sur France 3

Elle a présenté depuis l'Euromillions sur France 2, à la suite du transfert de ce tirage de TF1.
- L'Équipe du matin - L'Équipe 21 - coprésentatrice avec David Vengerder - décembre 2012 à juillet 2013
- Morandini: télé, people, buzz - NRJ 12 - coprésentatrice avec Jean-Marc Morandini
- L'Équipe du soir - L'Équipe 21
- 1 000 km à cheval - Equidia - du 7 janvier 2016 au 11 février 2016, du 7 avril 2016 au 12 mai 2016, du 22 septembre au 27 octobre 2016

## Émissions auxquelles elle a participé
- Le Plus Grand Cabaret du monde - 5 octobre 2002
- Le Soiring - 22 septembre 2006
- L'Arène de France - 27 décembre 2006
- La fureur, le retour - 12 janvier 2008
- En toutes lettres - 2009, 2010, 18 février 2011, 22 juin 2011, 29 juin 2011
- Mot de passe - 8 juillet 2011
- Fort Boyard - 23 juillet 2005, 16 juillet 2011, 14 juillet 2012
- Tous vos amis sont là - 17 janvier 2011
- Mot de passe - 30 août 2011, 29 septembre 2012, 25 avril 2015, 11 juillet 2015, 3 octobre 2015
- Incroyables Expériences - 27 juin 2012
- Est-ce que ça marche ? - 27 février 2014
- Touche pas à mon poste ! - 2019-

Elle a également mis en scène et coécrit le premier spectacle de Cyril Hanouna Cyril Hanouna est une ordure. Elle a assisté Pascal Légitimus dans la mise en scène de la pièce de théâtre Cyrano 2.